# Ernst Plattner
Ernst Plattner (* 1. November 1880 in Neumarkt (Südtirol); † 31. Juli 1966 in Mannheim) war ein deutscher Architekt.

## Leben
Schon als Kind kam er nach Mannheim, wo er zur Schule ging und auch den größten Teil seines Lebens verbrachte. Die wirtschaftlichen Ressourcen der Familie waren knapp: Das Studium an der Technischen Hochschule Karlsruhe musste er vorzeitig abbrechen. Er arbeitete dann als Volontär in dem Mannheimer Architekturbüro Köchler und Karch und anschließend bei dem Mannheimer Architekten Rudolf Tillessen. Von 1906 bis 1919 betrieb er zusammen mit Josef Huge ein gemeinschaftliches Büro. Sie waren auch auf der Baukunstausstellung 1909 in Mannheim vertreten. Plakat und Katalog der Ausstellung gestaltete Ernst Plattner.

## Bauten und Entwürfe

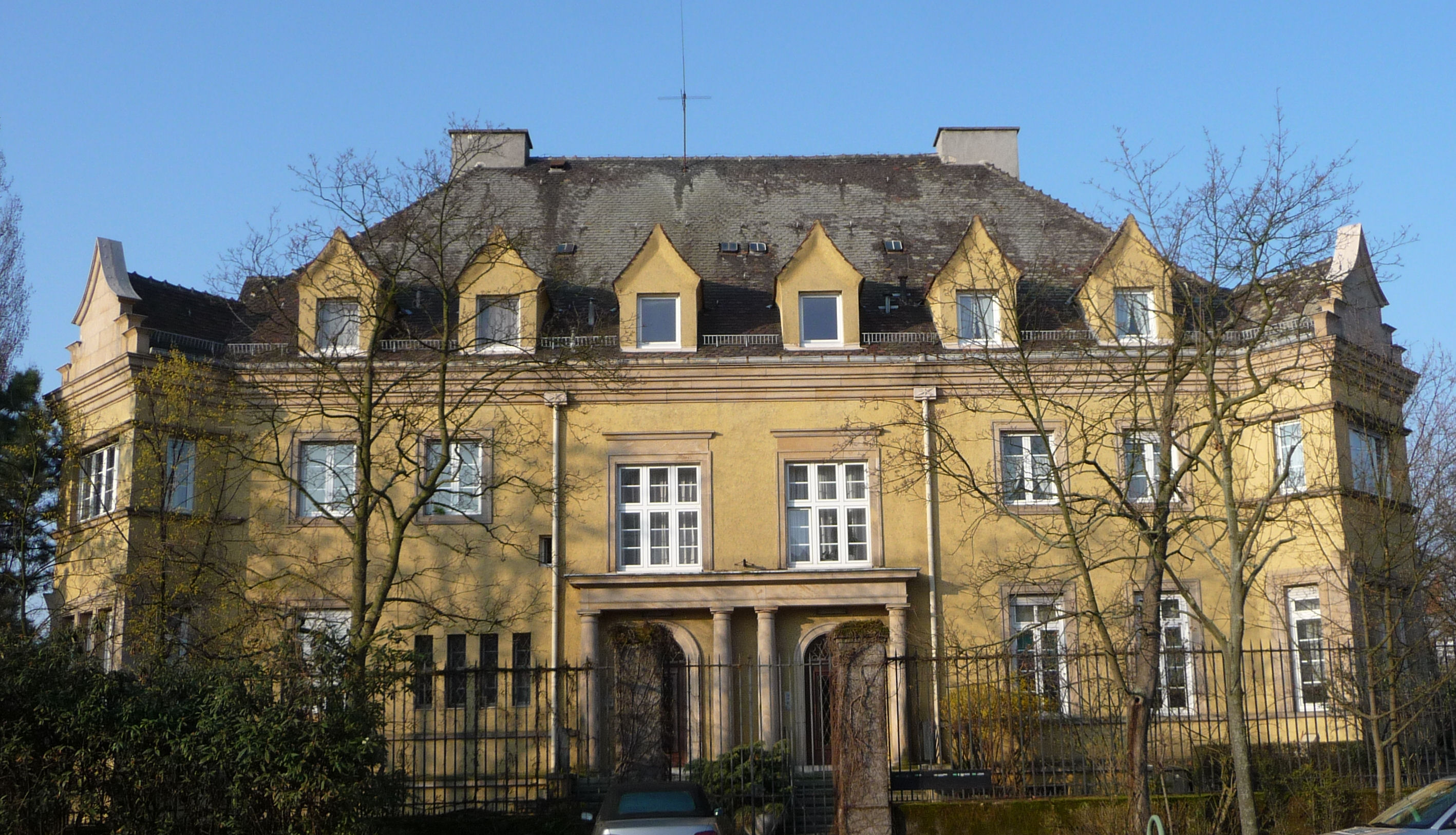
Villa Raschig in Ludwigshafen

Das Werk von Ernst Plattner umfasst – entsprechend seinen Lebensdaten – die ganze Spanne vom Historismus bis hin zur Moderne. Dazu gehören:
- Villa Goldschmidt, Otto-Beck-Straße 38 in Mannheim
- Villa Hoffmann, Ziegelhäuser Landstraße in Heidelberg
- Umbau der Villa Reuther, Werderstraße 42 in Mannheim (1923)
- Café im O-Quadrat in Mannheim (1923–1924)
- Villa Raschig, Mundenheimer Straße 140 in Ludwigshafen (1926)
- Villa Hecht, Am Oberen Luisenpark 15 in Mannheim (1926)
- Entwurf eines Dienstgebäudes für die Handelskammer Mannheim (1926)
- Villa Rothschild, Spinozastraße 41 in Mannheim (1929)
- Wohnhaus Sophienstraße 14 in Mannheim
- Wohnhaus Mollstraße 28 in Mannheim
- Mehrfamilienwohnhaus an der Max-Joseph-Straße in Mannheim
- Mehrfamilienwohnhaus Lange Rötterstraße 52 in Mannheim
- Teile der Wohnhausgruppe Augustaanlage 20–26 in Mannheim

Weiter entwarf Plattner Buntglasfenster, unter anderem für den neuen Bahnhof Bad Kreuznach.